# Liste der evangelisch-reformierten/römisch-katholischen Dialogpapiere und Konvergenzerklärungen auf Weltebene
Die Liste der evangelisch-reformierten/römisch-katholischen Dialogpapiere und Konvergenzerklärungen auf Weltebene enthält die Dialog-, Konvergenz- und Konsenstexte, die von evangelisch-reformierten Theologen im Auftrag des Reformierten Weltbunds bzw. der Weltgemeinschaft Reformierter Kirchen und von römisch-katholischen Theologen im Auftrag des Päpstlichen Rats zur Förderung der Einheit der Christen in gemeinsamer Ausschussarbeit erstellt wurden. Sie sind Dokumente eines bilateralen Teilaspekts der modernen ökumenischen Bewegung. Auf Deutsch veröffentlicht sind sie in der ökumenischen Publikationsreihe Dokumente wachsender Übereinstimmung.
| Titel                                                                             | Textart und Urheber | Jahr      | Veröffentlichungsort (in DwÜ oder anderswo) |
| --------------------------------------------------------------------------------- | --- | --------- | ------------------------------------------- |
| Die Theologie der Ehe und das Problem der konfessionsverschiedenen Ehe            | Schlußbericht der Römisch-katholischen/Lutherischen/Reformierten Studienkommission                                                     | 1976      | Band 1, S. 359                              |
| Die Gegenwart Christi in Kirche und Welt                                          | Schlußbericht des Dialogs zwischen Reformiertem Weltbund und dem Sekretariat für die Einheit der Christen                              | 1977      | Band 1, S. 487                              |
| Auf dem Weg zu einem gemeinsamen Verständnis von Kirche                           | Internationaler reformiert/römisch-katholischer Dialog. Zweite Phase                                                                   | 1984–1990 | Band 2, S. 623                              |
| Die Kirche als Gemeinschaft gemeinsamen Zeugnisses für das Reich Gottes           | Bericht über die dritte Phase des Internationalen theologischen Dialogs zwischen der Katholischen Kirche und dem Reformierten Weltbund | 1998–2005 | Band 4, S. 998                              |
| Justification and Sacramentality: The Christian Community as an Agent for Justice | Report of the Fourth Phase of Catholic-Reformed International Dialogue                                                                 | 2011–2016 | (PDF-Datei)                                 |